# Kári Sölmundarson
Kári Sölmundarson (fl. X-XI secolo) è stato un vichingo delle isole Ebridi, un soldato di fortuna che visse a cavallo tra X e XI secolo.
È il personaggio principale della Njáls saga. Kári era figlio di Solmund, il quale era figlio di Thorbjorn "campione del Jarl", un islandese esiliato prima della creazione dell'Althing per gli assassini.

## Gioventù
Kári era un soldato di Sigurd il Forte, jarl delle Orcadi. Salvò Helgi Njálsson e Grim Njálsson, figli di Njáll Þorgeirsson di Bergthorshvoll, Islanda, attorno al 990. I due fratelli, che stavano trattando una spedizione sull'arcipelago britannico, vennero attaccati dai Vichinghi Snaekolf e Grjotgard Mordansson. Dopo aver ucciso i razziatori, Kári portò i Njálsson nelle Orcadi, dove rimasero per qualche tempo a corte di jarl Sigurd e combatterono nelle sue campagne in Scozia centrale e settentrionale.
Kári aiutò di nuovo Helgi e Grim quando furono arrestati da Haakon Sigurdsson di Norvegia per aver aiutato a fuggire il loro amico islandese Thrain Sigfusson.

## In Islanda
Quando Helgi e Grim tornarono in Islanda, Kári li accompagnò. Acquistò un terreno a Dyrholmar, ma si insediò nella vicina Bergthorshvoll dove sposò la figlia di Njál, Helga, divenendo molto amico del figlio di Njál Skarphéðinn. Divenne almeno ufficialmente un cristiano quando l'Islanda fu convertita durante l'Althing del 1000.
Kári rimase coinvolto nella faida dei Njálsson col clan di Thrain Sigfusson, e partecipò all'imboscata di Skarphéðinn ed all'uccisione di Thrain. Attorno al 1010 gli alleati di Thrain, guidati da Flosi Þórðarson, attaccarono Bergthorshvoll e la bruciarono con gli abitanti all'interno. Kári riuscì a fuggire nascondendosi nel fumo, ma i suoi amici Helgi e Skarphéðinn morirono entrambi. Njál, la moglie Bergthora, ed il figlio di Kári, Thord, rifiutarono l'offerta di Flosi di chiedere la grazia e morirono tra le fiamme.

## Dopo l'incendio
Kári ottenne il supporto di alcune persone ed organizzò la repressione degli assalitori. La lotta divenne sempre più aspra, fino a trasformarsi in una guerra civile, finché Snorri Goði ed i suoi uomini si staccarono dal gruppo dei combattenti. Colorono che appiccarono il fuoco furono esiliati per tre anni, ma Kári li attaccò sulla strada di casa, inseguendo quelli che fuggirono all'estero. Kári ed un piccolo gruppo di seguaci passò gli anni seguenti cercando di vendicarsi di coloro che erano fuggiti nelle Orcadi o in Galles. Kári entrò nella sala di Jarl Sigurd delle orcadi mentre Gunnar Lambason stava esponendo una versione diffamatoria della storia dell'incendio di Bergthorshvoll. Kári uccise Gunnar.
Kári rimase a Caithness durante la battaglia di Clontarf del 1014, quando Jarl Sigurd ed i suoi alleati combatterono contro Brian Boru, Alto re di Irlanda. Durante il soggiorno in Scozia la moglie Helga morì. Flosi tornò in Islanda dopo un pellegrinaggio a Roma. Kári lo seguì, ma naufragò nei pressi della casa di Flosi. Avendo apprezzato la nobiltà di Flosi, andò a trovarlo e giunsero ad un accordo di pace. Kári sposò la nipote di Flosi Hildigunn, la quale era vedova di Hoskuld Thrainsson, figlio di Thrain Sigfusson.

## Discendenza
Kári ebbe quattro figli da Helga, la prima moglie: il primogenito Thord che morì durante l'incendio di Bergthorshvoll, e le figlie Thorgerd, Ragnheid e Valgerd.
Dalla seconda moglie Hildigunn, Kári ebbe tre figli: Starkad, Thord e Flosi. Il figlio di Flosi, Kolbein, divenne un potente capo a metà dell'XI secolo.